# The Dibidus
Дибидус је српски поп рок и ска бенд основан у Београду 2001. године.

## Историјат

### 2001—2004
Бенд је основан 2001. године од стране оснивача бенда Вампири и члана бенда Фамилија, Дејана Пејовића - Пеје, гитаристе и оснивача бенда Деца лоших музичара Јове Јовића и бас гитаристе и оснивача бенда Хуш, Милана Сарића. Трио је снимио албум The Dibidus, који је изашао 2003. године за продукцијску кућу BK Sound. Албум је продуцирао Ђорђе Петровић и представио Пејовићевог колегу из бенда Фамилија, бубњара Ратка Љубичића, а на албуму су још гостовали и Маја Клисински, фронтмен групе Ајзберн Немања Којић Којот на тромбону, Горан Реџепи Геџа и Дејан Петровић Декси, вокалисти и бивши чланови Фамилије и Вампира. За клавијатурама на албуму био је Јовић. Хит песма која се издвојила са албума била је Нама треба љубав, међутим бенд је распуштен 2004. године.

### 2007—данас
Након неколико године паузе, бенд се поново окупио 2007. године. У новом саставу су, поред Пејовића и Јовића, били и бивши чланови Вампира, Саша Петров (гитара) и Милан Милић (труба). Бенд је снимио албум Тренерка и сако, који је објављен 2011. године преко Long play издавачке куће. Албум су продуцирали сами чланови бенда, на клавијатурама је био Јовић, као и на бас гитари, заједно са Петровим. Албум је представио песму Поклонићу јој небо, коју је написао Пејовић и који су Вампири снимили на албуму Бе-бе, 1993. године.
Убрзо након издавања албума, Јовић је напустио бенд. У новом саставу, поред Пејовића, Петра и Милића били су бивши чланови бенда Прљави инспектор Блажа и Кљунови и члан бенда Алиса Дејан Ресановић (бас гитара), бивши члан бенда Каризма и Вампира Дејан Томовић Томке (клавијатура) и бубњар Ненад Ђорђевић. Након само неколико наступа, Милић је напустио бенд, а остатак поставе је у децембру 2011. године у београдском клубу Фест снимио уживо албум под називом Уживо из клуба Фест. Продуцент албума био је Владимир Новичић, а објављен је почетком 2013. године. Поред песама бенда, на албуму су представљене песме Параноја, Црно, бело, шарено, Није ми ништа, Боле ме кита и Мала мала, песме бенда Фамилија. На албуму се налази бонус песма Драга, снимљена у дуету са Неном Беланом.

## Дискографија

### Студијски албуми
- The Dibidus (2003)
- Тренерка и сако (2011)

### Уживо албуми
- Уживо из клуба Фест (2013)